# Camponotus saxatilis
Camponotus saxatilis é uma espécie de inseto do gênero Camponotus, pertencente à família Formicidae.